# Club Sport Europe 1

Le Club Sport Europe 1 est une émission radiophonique d'Europe 1.

## Concept
Le dimanche soir durant une heure, Martial Fernandez et Thierry Rey reviennent de l'actualité du sport du weekend avec des invités. 
Créée en 2008, le Club Sport Europe 1 a pour but de succéder à Europe Sport avec une équipe de consultants omnisports. Elle a d'abord lieu du lundi au jeudi entre 21 h 30 et 22 h 30. En 2009, l'émission devient hebdomadaire et a désormais lieu le dimanche de 19 h à 20 h.
En mars 2010, Martial Fernandez anime l'émission et remplace Alexandre Delpérier démissionnaire après avoir été mis à pied une semaine à la suite de fausses interviews de Raymond Domenech et de Thierry Henry dans l'émission Europe 1 Foot.
Pendant l'été 2010, Céline Géraud anime le Club Sport du lundi au vendredi. 
Le 23 août 2010, l'émission est supprimée de la grille des programmes d'Europe 1.

## Les consultants du Club Sport
- Alain Prost, consultant Formule 1
- Fabien Galthié, consultant rugby à XV
- Arnaud Boetsch, consultant tennis
- Jean-Claude Perrin, consultant athlétisme
- Roxana Maracineanu, consultante natation

### Anciennement
- Pierre Fulla
- Nelson Monfort
- Patrick Montel
- Isabelle Severino
- Jacques Monclar
- Fabrice Santoro
- Guy Forget
- Cyrille Guimard